# أولف إكلوند
أولف إكلوند (بالسويدية: Ulf Eklund)‏ هو ممثل سويدي، ولد في 23 أبريل 1951 في السويد.

## وصلات خارجية
- أولف إكلوند على موقع IMDb (الإنجليزية)
- أولف إكلوند على موقع قاعدة بيانات الأفلام السويدية (السويدية)
- أولف إكلوند على موقع قاعدة بيانات الفيلم (الإنجليزية)